# Federico Chiesa
Federico Chiesa (Genova, 25 ottobre 1997) è un calciatore italiano, attaccante del Liverpool. Con la nazionale italiana è diventato campione d'Europa nel 2021.

## Biografia
Nato a Genova, la sua famiglia ha radici ad Agneto, borgo di Carrega Ligure, in val Borbera. È figlio dell'ex calciatore Enrico Chiesa, nonché fratello maggiore di Lorenzo, il quale ha intrapreso a sua volta la carriera calcistica.
È legato dal 2022 a Lucia; la coppia si è sposata nel 2024 a Grosseto.

## Caratteristiche tecniche
È un attaccante esterno, di piede destro, che può giocare come ala su entrambe le fasce, in quanto è abile nell'accentrarsi e calciare in porta; all'occorrenza può ricoprire il ruolo più offensivo di seconda punta, sebbene si dimostri avvezzo anche a incarichi di copertura. Apprezzato per grinta e spirito di sacrificio, l'esplosività e la velocità di cui è dotato lo facilitano nel cambiare ritmo e saltare l'uomo.

## Carriera

### Club

#### Gli inizi, Fiorentina
Cresce nelle giovanili della Settignanese, squadra del quartiere fiorentino di Coverciano. A dieci anni entra nel settore giovanile della principale società cittadina, la Fiorentina, dove si mette in luce prima negli Allievi Nazionali e poi in Primavera, dove comincia a giocare con maggiore continuità. All'inizio della stagione 2016-2017 l'allenatore Paulo Sousa lo inserisce in prima squadra, convocandolo per il ritiro estivo di Moena.
Il 20 agosto 2016, a 18 anni e 10 mesi, esordisce in Serie A, nella partita della prima giornata di campionato persa per 2-1 a Torino contro la Juventus, sfida nella quale parte titolare. Il successivo 29 settembre debutta anche in UEFA Europa League, subentrando nell'ultima mezz'ora della gara interna vinta 5-1 contro il Qarabağ; emerso in questa fase tra i giovani più promettenti della sua generazione, segna il suo primo gol con la maglia viola nella partita di ritorno con lo stesso Qarabağ dell'8 dicembre 2016, fissando il risultato sul 2-1 per i toscani al 76', ma rimediando a distanza di pochi minuti anche la sua prima espulsione. Il 21 gennaio 2017 mette poi a segno la prima rete in Serie A, quella del definitivo 3-0 sul campo del Chievo. Termina la sua prima stagione da professionista con 34 presenze complessive e 4 reti.
Nella stagione successiva, con l'allenatore Stefano Pioli, si impone titolare come attaccante esterno realizzando 6 reti in 36 presenze di campionato.
Il 13 gennaio 2019 segna i suoi primi gol in Coppa Italia, con la doppietta che vale la vittoria 2-0 sul Torino negli ottavi di finale. Il 27 dello stesso mese mette a segno la sua prima doppietta in Serie A, nel successo in casa del Chievo (3-4). A confermare il suo buono stato di forma, tre giorni dopo segna la prima tripletta in carriera nella partita valida per i quarti di Coppa Italia e vinta in goleada 7-1 contro la Roma. Il 27 febbraio 2019, nel pareggio casalingo 3-3 contro l'Atalanta valido per la semifinale di andata della medesima competizione, a 19 anni raggiunge le 100 presenze con la maglia della Fiorentina, realizzando nell'occasione la rete del provvisorio 1-2 per il club viola. Nella sua terza stagione con la Fiorentina la squadra ottiene la salvezza all'ultima giornata mentre Chiesa chiude con 12 reti totali tra campionato e Coppa Italia.
Nell'annata 2019-2020, caratterizzata dall'avvicendamento in panchina tra Vincenzo Montella e Giuseppe Iachini, il 29 luglio 2020 realizza la sua prima tripletta in Serie A nella partita della 37ª giornata vinta 4-0 in casa contro il Bologna. Nonostante un rendimento altalenante, per la prima volta va in doppia cifra in campionato totalizzando 10 gol.

#### Juventus

##### La stagione con Pirlo (2020-2021)

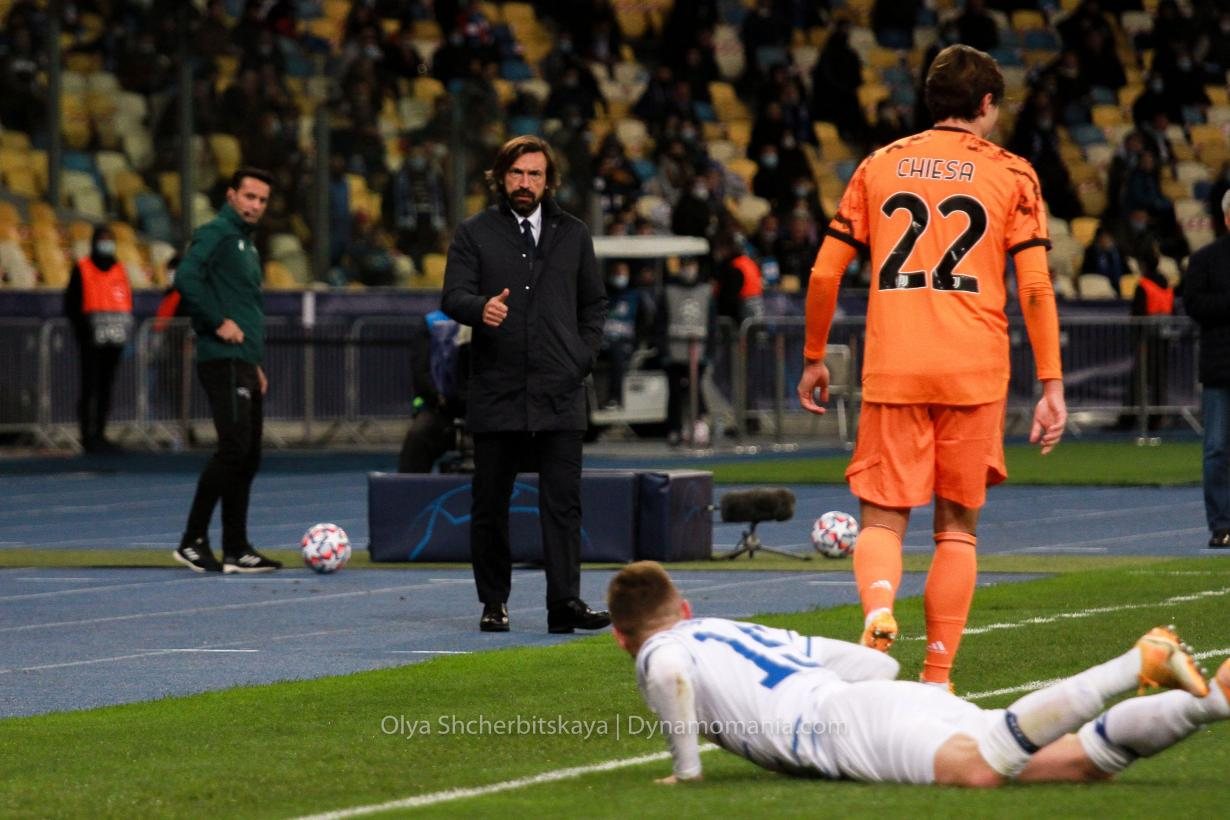
Chiesa (n. 22) alla Juventus nel 2020, durante una trasferta di UEFA Champions League sul campo della.

Dopo avere iniziato la stagione 2020-2021 con la Fiorentina, realizzando un gol in tre partite di campionato, il 5 ottobre passa in prestito biennale per 10 milioni di euro alla Juventus, con obbligo di riscatto per 40 milioni (più 10 di bonus) al verificarsi di determinate condizioni. Debutta in maglia bianconera il 17 dello stesso mese, nel pareggio maturato contro il neopromosso Crotone, nel quale fornisce un assist per il gol di Álvaro Morata, ricevendo anche un cartellino rosso. Tre giorni dopo, a Kiev, esordisce in UEFA Champions League giocando titolare nella prima partita della fase a gironi, vinta 2-0 in trasferta contro la Dinamo Kiev; il 2 dicembre 2020, nella gara di ritorno sempre contro la Dinamo, segna il suo primo gol per i torinesi e contribuisce alla vittoria con un assist, nel 3-0 in casa all'Allianz Stadium. Si ripete il 16 dello stesso mese, segnando la prima rete in campionato con i colori bianconeri nel pareggio interno contro l'Atalanta (1-1), mentre il 6 gennaio 2021, nel corso della gara vinta 1-3 sul terreno del Milan, sigla la prima doppietta con la Vecchia Signora. Nel frattempo, definitivamente fugati i dubbi della vigilia da parte di tifosi e addetti ai lavori, circa il suo arrivo alla Continassa, il 20 dello stesso mese vince il primo trofeo della sua carriera, la Supercoppa italiana, al termine della finale vinta 2-0 contro il Napoli al Mapei Stadium di Reggio Emilia.
Nel prosieguo dell'annata, il 17 febbraio 2021 segna il suo secondo gol in Champions League, stavolta nell'andata degli ottavi di finale sul campo del Porto, non riuscendo comunque a impedire la sconfitta bianconera per 2-1; nella partita di ritorno a Torino del successivo 9 marzo, vinta per 3-2 ai tempi supplementari, segna la sua prima doppietta nella massima competizione europea per club, tuttavia resa vana ai fini del passaggio del turno a causa della regola dei gol fuori casa. Pur incappando nella stagione altalenante di una Juventus che dopo nove anni abdica quale campione d'Italia, sul piano personale Chiesa s'impone quale maggiore rivelazione della squadra: l'esterno stabilisce il proprio record di gol (14) e si rivela decisivo nella vittoriosa finale di Coppa Italia del 19 maggio, ancora a Reggio Emilia, siglando il 2-1 finale all'Atalanta e venendo nominato miglior giocatore della gara.

##### Il triennio con Allegri (2021-2024)

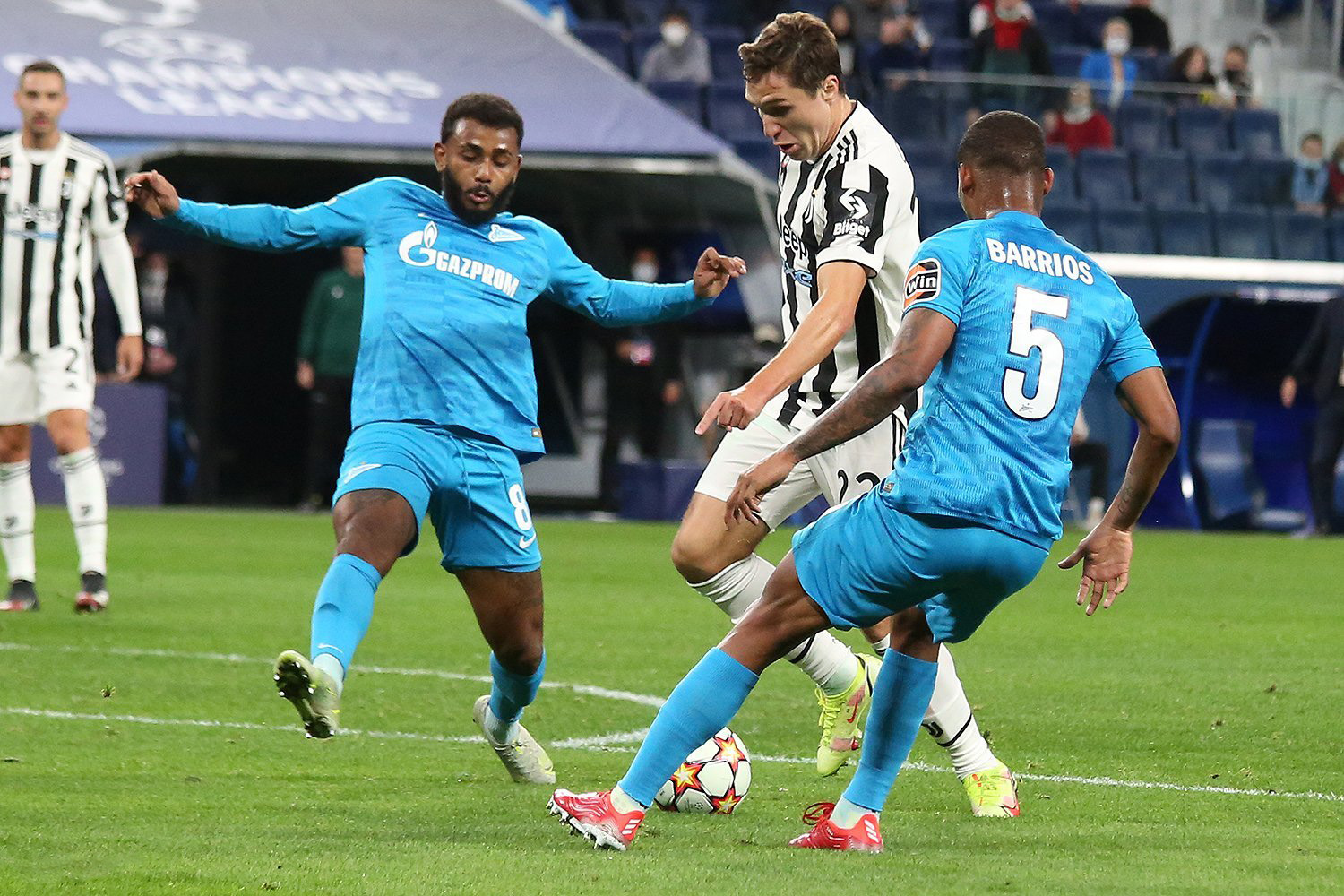
Chiesa (al centro) in maglia juventina nel 2021, mentre si destreggia tra gli avversari dello in un incontro di Champions.

In avvio della sua seconda stagione in Piemonte, che vede l'avvicendamento sulla panchina del club fra Andrea Pirlo e Massimiliano Allegri, l'esterno parte con buone prestazioni: il 29 settembre 2021 segna la rete che decide la gara interna di UEFA Champions League contro i detentori del Chelsea (1-0); è il suo quarto gol consecutivo e da titolare nella massima competizione continentale per club, eguagliando così Alessandro Del Piero, l'ultimo juventino capace di un simile exploit nell'edizione 1997-1998. Tuttavia la sua annata – che peraltro, a livello personale, stava andando incontro a delle prime incomprensioni circa il suo impiego in campo – termina anzitempo il 9 gennaio 2022 quando, nella vittoriosa trasferta di campionato all'Olimpico contro la Roma (3-4), dopo un contrasto col giallorosso Smalling, riporta la lesione del legamento crociato anteriore del ginocchio sinistro.
Ancora indisponibile all'inizio della stagione successiva, torna in campo il 2 novembre 2022, a 10 mesi dall'infortunio, subentrando nel corso dell'ultima gara della fase a gironi di UEFA Champions League persa 1-2 contro il Paris Saint-Germain. Il 19 gennaio 2023 torna al gol, a 378 giorni dal precedente, realizzando il decisivo 2-1 con il Monza negli ottavi di finale di Coppa Italia. Il 22 maggio torna a segnare in campionato dopo un anno e mezzo, non riuscendo tuttavia a evitare la sconfitta esterna per 4-1 contro l'Empoli. È una stagione negativa per Chiesa così come nel complesso per la Juventus, soprattutto a causa di vicende extrasportive che destabilizzano fortemente l'ambiente bianconero.
Tornato a pieno regime per l'annata 2023-2024, ciò nonostante Chiesa palesa ormai una certa involuzione, attribuita dagli addetti ai lavori anche alle scelte tattiche di Allegri, in particolare per l'irrisolta questione della posizione da ricoprire in campo, in bilico tra l'esterno di centrocampo o la seconda punta. Al termine di un'altra stagione tribolata sul piano personale ha comunque modo di raggiungere le 100 presenze in maglia bianconera, in occasione del successo interno per 1-0 sul Lecce del 26 settembre, e di vincere la sua seconda Coppa Italia, a cui contribuisce nella semifinale di andata a Torino con la rete del 2-0 finale alla Lazio, poi decisiva nel computo del doppio confronto.
Finito ai margini del progetto sportivo juventino nel precampionato 2024-2025, sia per ragioni economico-societarie sia per scelta tecnica del nuovo allenatore Thiago Motta, Chiesa conclude la sua esperienza in bianconero dopo 131 presenze e 32 gol complessivi.

#### Liverpool

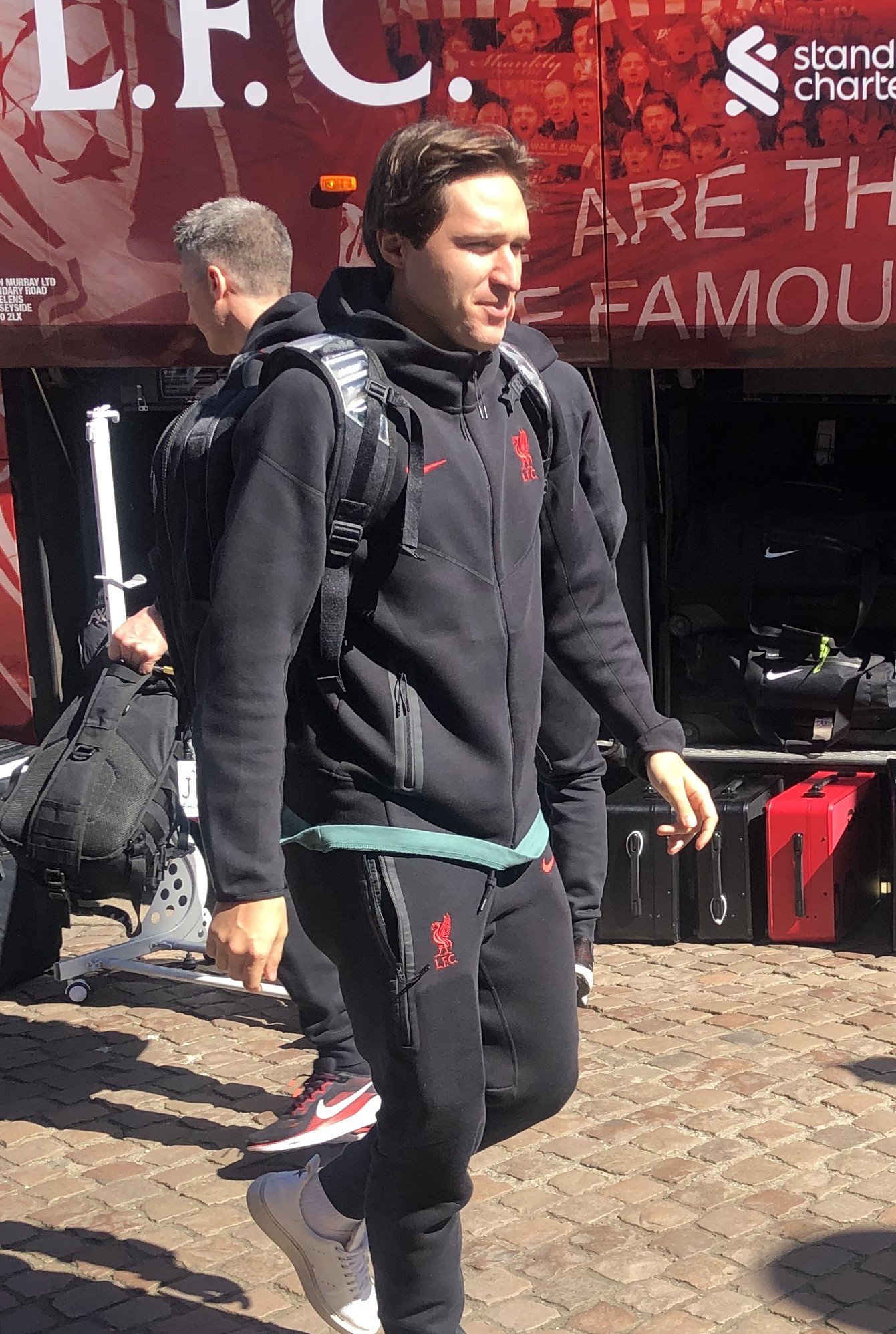
Chiesa al Liverpool nel 2025

Il 29 agosto 2024 si trasferisce al Liverpool, in Premier League, a fronte di un corrispettivo di 12 milioni di euro più 3 di bonus. Esordisce con i Reds il successivo 17 settembre, nella prima sfida stagionale degli inglesi in Champions League, rilevando Mohamed Salah nel corso dei minuti di recupero della vittoria esterna per 1-3 sul Milan. Il 25 dello stesso mese, al debutto da titolare, serve un assist nel successo interno del Liverpool per 5-1 sul West Ham Utd, nel terzo turno di English Football League Cup.
Nelle settimane seguenti, tuttavia, non riesce ad aumentare il suo minutaggio a Liverpool, frenato da nuovi problemi fisici oltreché dalle scelte del tecnico Arne Slot, che ritiene l'italiano non ancora adatto all'intensità del calcio britannico. La prima rete di Chiesa in maglia Reds, il 4 dicembre 2024, arriva infatti da aggregato nella squadra under 23, contro i pari età del Nordsjælland, nella Premier League International Cup. Trova il primo gol con la prima squadra l'11 gennaio 2025, siglando il definitivo 4-0 all'Accrington Stanley nel terzo turno della FA Cup.
Il successivo 16 marzo, dopo essere subentrato nella ripresa, dimezza lo svantaggio allo scadere della finale di English Football League Cup a Wembley contro il Newcastle Utd, rete tuttavia vana ai fini della vittoria 2-1 dei Magpies. A fine stagione, pur da comprimario si fregia della vittoria della Premier League.
Il 15 agosto 2025, subentra nella prima giornata di Premier League trovando la sua prima rete nel massimo campionato inglese, nel successo per 4-2 contro il Bournemouth.

### Nazionale

#### Nazionali giovanili
Tra fine 2015 e inizio 2016 gioca tre partite con la nazionale under 19, la prima il 12 novembre 2015 nell'amichevole vinta 4-1 a Pistoia contro la Rep. Ceca; non viene però convocato per l'europeo di categoria svoltosi nell'estate 2016. Nello stesso anno viene chiamato per la prima volta in nazionale under 20, debuttandovi il 1º settembre a Lubecca, nell'ambito del Torneo Quattro Nazioni, nella vittoria per 1-0 sulla Germania.
Nel marzo 2017 viene chiamato per la prima volta in nazionale under 21, per gli incontri amichevoli contro Polonia e Spagna: fa quindi il suo esordio con gli azzurrini il 23 dello stesso mese, giocando titolare e venendo sostituito all'intervallo nella vittoria per 2-1 in trasferta a Cracovia contro i pari età polacchi.
Nel giugno seguente viene convocato per la fase finale dell'europeo di categoria in Polonia. Il 18 dello stesso mese debutta in gara ufficiale con la massima rappresentativa giovanile azzurra, subentrando al 66' della sfida con la Danimarca e fornendo l'assist per il definitivo 2-0 di Andrea Petagna. L'Italia termina il torneo in semifinale, dove viene sconfitta per 3-1 dalla Spagna: Chiesa chiude l'edizione dopo avere giocato tutte e quattro le gare degli azzurrini, due delle quali da titolare.
All'inizio del ciclo successivo, il 4 settembre 2017 realizza il suo primo gol con l'under 21, nell'amichevole contro la Slovenia vinta per 4-1 a Cittadella.
Dopo il passaggio alla nazionale A, viene richiamato in under 21 nel giugno 2019 per disputare l'europeo di categoria in Italia. Bagna l'esordio nel suo secondo europeo giovanile con una doppietta decisiva per la vittoria degli azzurrini sulla Spagna, siglando le sue prime reti in una competizione ufficiale per la nazionale. Realizza un gol anche nella terza partita del girone, vinta contro il Belgio, che tuttavia non permette ai padroni di casa di qualificarsi per la semifinale.

#### Nazionale maggiore

##### I primi anni (2017-2021)

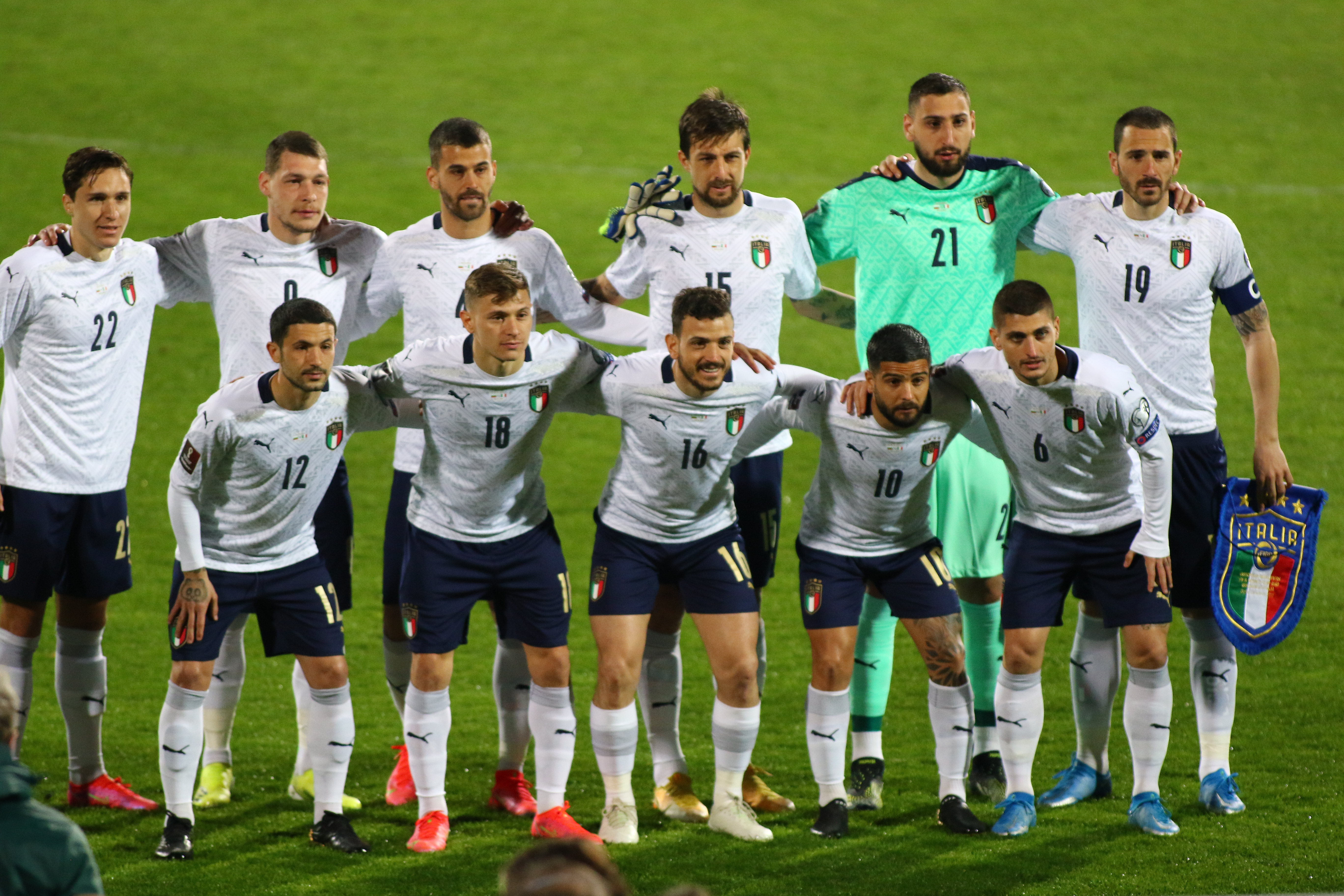
Chiesa (in piedi, primo da sinistra) in nazionale nel marzo 2021

Il 9 aprile 2017 è chiamato per la prima volta in nazionale A dal commissario tecnico Gian Piero Ventura, in occasione di uno stage a Coverciano riservato ai calciatori emergenti.
Nel marzo 2018 è tra i convocati dal CT ad interim Luigi Di Biagio in vista delle amichevoli contro Argentina e Inghilterra: esordisce il 23 dello stesso mese, a 20 anni, scendendo in campo da titolare nella sconfitta di Manchester contro gli argentini (0-2). Viene confermato e inserito stabilmente nel gruppo dal nuovo selezionatore Roberto Mancini, che lo utilizza in tutte le partite disputate dall'Italia nella prima edizione della UEFA Nations League.
Il 18 novembre 2019 realizza il suo primo gol in azzurro, nella partita interna contro l'Armenia (9-1) disputata a Palermo e valida per l'ultima giornata delle qualificazioni europee, nelle quali Chiesa viene impiegato in sei occasioni.

##### La vittoria dell'europeo (2021)
Nel giugno 2021 è convocato per la fase finale del campionato d'Europa 2020, posticipato a causa della pandemia di COVID-19. Inizialmente relegato dietro a Domenico Berardi nelle gerarchie stabilite da Mancini, acquisisce la piena titolarità con la fase ad eliminazione diretta e assurge di gara in gara tra i protagonisti del cammino azzurro.

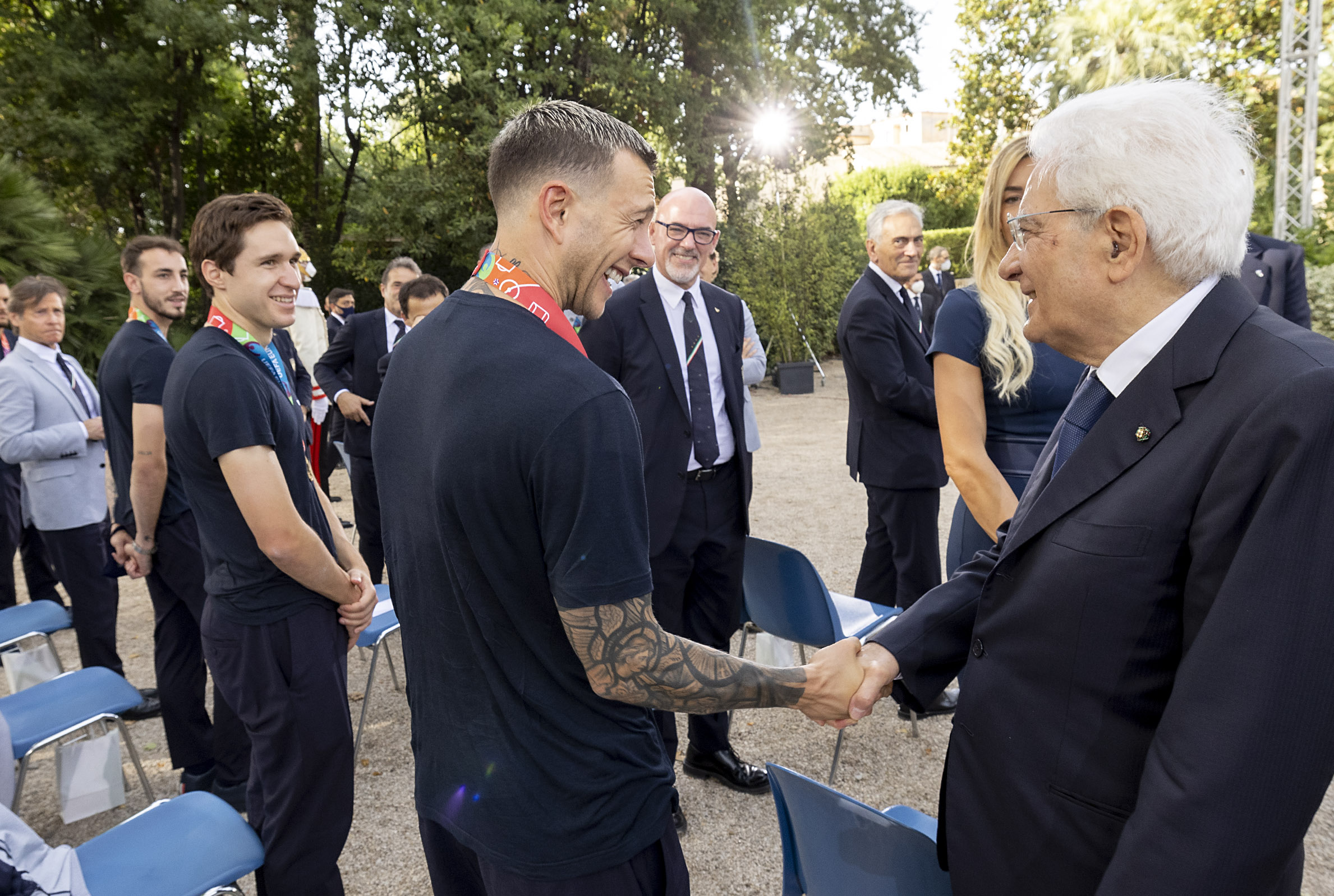
Chiesa (a sinistra) ai giardini del Palazzo del Quirinale nel luglio 2021, per l'incontro tra gli azzurri e il presidente della Repubblica dopo il vittorioso ; Chiesa assiste alla stretta di mano tra il presidente Sergio Mattarella e Federico Bernardeschi (al centro), quest'ultimo suo compagno di club sia a Firenze sia a Torino.

Il 26 giugno, nella partita valida per gli ottavi di finale contro l'Austria a Wembley, subentra proprio a Berardi durante i tempi supplementari e sblocca il punteggio nel successo italiano (2-1) che vale il passaggio del turno: nell'occasione eguaglia dopo 25 anni suo papà Enrico, il quale era andato a segno con la maglia azzurra al campionato d'Europa 1996, divenendo la prima coppia padre-figlio a segnare all'europeo. Il 6 luglio, sempre a Londra, si ripete aprendo le marcature nella semifinale contro la Spagna (1-1), poi vinta dall'Italia per 4-2 ai tiri di rigore, ed è ancora titolare nella vittoriosa finale di Wembley in cui l'Italia, dopo l'1-1 dei 120' di gioco, ha la meglio dei padroni di casa dell'Inghilterra dagli undici metri, conquistando il secondo titolo continentale della propria storia; tuttavia Chiesa, ancora tra i migliori dei suoi, è costretto a dare forfait anzitempo per un infortunio alla caviglia, assistendo così da bordocampo al successo azzurro. A manifestazione conclusa viene inserito nell'XI All Star Team dell'edizione.

##### Da Mancini a Spalletti (2021-)
Il 30 settembre 2021 viene inserito tra i 23 convocati per la fase finale della UEFA Nations League 2020-2021, ospitata dall'Italia: nell'occasione si conferma tra i migliori elementi degli azzurri in questa fase, contribuendo al terzo posto dei padroni di casa. Nel successivo anno e mezzo, gli infortuni patiti con la Juventus si riverberano negativamente anche sul suo impiego in nazionale, ridotto ai minimi termini. Nel giugno 2023 è comunque tra i convocati per la fase finale della UEFA Nations League 2022-2023, ospitata dai Paesi Bassi: parte dalla panchina sia nella sconfitta 1-2 in semifinale contro la Spagna sia nella successiva vittoria 3-2 contro i padroni di casa, in cui realizza il momentaneo 3-1 contribuendo così al terzo posto finale degli azzurri.
Il 17 novembre 2023, sotto la nuova gestione tecnica di Luciano Spalletti, segna la sua prima doppietta in nazionale A, contribuendo alla vittoria casalinga per 5-2 a Roma sulla Macedonia del Nord e valida per le qualificazioni al campionato d'Europa 2024. Nel giugno 2024 viene convocato per la fase finale dell'europeo in Germania, dove scende in campo tutte e quattro le gare giocate dagli azzurri, eliminati agli ottavi di finale dalla Svizzera.

## Statistiche

### Presenze e reti nei club
Statistiche aggiornate al 15 agosto 2025.
| Stagione          | Squadra           | Campionato        | Campionato | Campionato | Coppe nazionali | Coppe nazionali | Coppe nazionali | Coppe continentali | Coppe continentali | Coppe continentali | Altre coppe | Altre coppe | Altre coppe | Totale | Totale |
| Stagione          | Squadra           | Comp              | Pres       | Reti       | Comp            | Pres            | Reti            | Comp               | Pres               | Reti               | Comp        | Pres        | Reti        | Pres   | Reti   |
| ----------------- | ----------------- | ----------------- | ---------- | ---------- | --------------- | --------------- | --------------- | ------------------ | ------------------ | ------------------ | ----------- | ----------- | ----------- | ------ | ------ |
| 2016-2017         | Fiorentina        | A                 | 27         | 3          | CI              | 2               | 0               | UEL                | 5                  | 1                  | -           | -           | -           | 34     | 4      |
| 2017-2018         | Fiorentina        | A                 | 36         | 6          | CI              | 2               | 0               | -                  | -                  | -                  | -           | -           | -           | 38     | 6      |
| 2018-2019         | Fiorentina        | A                 | 37         | 6          | CI              | 4               | 6               | -                  | -                  | -                  | -           | -           | -           | 41     | 12     |
| 2019-2020         | Fiorentina        | A                 | 34         | 10         | CI              | 3               | 1               | -                  | -                  | -                  | -           | -           | -           | 37     | 11     |
| set.-ott. 2020    | Fiorentina        | A                 | 3          | 1          | CI              | -               | -               | -                  | -                  | -                  | -           | -           | -           | 3      | 1      |
| Totale Fiorentina | Totale Fiorentina | Totale Fiorentina | 137        | 26         |                 | 11              | 7               |                    | 5                  | 1                  |             | -           | -           | 153    | 34     |
| ott. 2020-2021    | Juventus          | A                 | 30         | 8          | CI              | 4               | 2               | UCL                | 8                  | 4                  | SI          | 1           | 0           | 43     | 14     |
| 2021-2022         | Juventus          | A                 | 14         | 2          | CI              | 0               | 0               | UCL                | 4                  | 2                  | SI          | 0           | 0           | 18     | 4      |
| 2022-2023         | Juventus          | A                 | 21         | 2          | CI              | 4               | 1               | UCL+UEL            | 1+7                | 0+1                | -           | -           | -           | 33     | 4      |
| 2023-2024         | Juventus          | A                 | 33         | 9          | CI              | 4               | 1               | -                  | -                  | -                  | -           | -           | -           | 37     | 10     |
| Totale Juventus   | Totale Juventus   | Totale Juventus   | 98         | 21         |                 | 12              | 4               |                    | 20                 | 7                  |             | 1           | 0           | 131    | 32     |
| 2024-2025         | Liverpool         | PL                | 6          | 0          | FACup+CdL       | 2+3             | 1+1             | UCL                | 3                  | 0                  | -           | -           | -           | 14     | 2      |
| 2025-2026         | Liverpool         | PL                | 1          | 1          | FACup+CdL       | 0               | 0               | UCL                | 0                  | 0                  | CS          | 0           | 0           | 1      | 1      |
| Totale Liverpool  | Totale Liverpool  | Totale Liverpool  | 7          | 1          |                 | 5               | 2               |                    | 3                  | 0                  |             | 0           | 0           | 15     | 3      |
| Totale carriera   | Totale carriera   | Totale carriera   | 242        | 48         |                 | 28              | 13              |                    | 28                 | 8                  |             | 1           | 0           | 299    | 69     |

### Cronologia presenze e reti in nazionale
| Cronologia completa delle presenze e delle reti in nazionale ― Italia | Cronologia completa delle presenze e delle reti in nazionale ― Italia | Cronologia completa delle presenze e delle reti in nazionale ― Italia | Cronologia completa delle presenze e delle reti in nazionale ― Italia | Cronologia completa delle presenze e delle reti in nazionale ― Italia | Cronologia completa delle presenze e delle reti in nazionale ― Italia | Cronologia completa delle presenze e delle reti in nazionale ― Italia | Cronologia completa delle presenze e delle reti in nazionale ― Italia |
| Data                                                                  | Città                                                                 | In casa                                                               | Risultato                                                             | Ospiti                                                                | Competizione                                                          | Reti                                                                  | Note                                                                  |
| --------------------------------------------------------------------- | --------------------------------------------------------------------- | --------------------------------------------------------------------- | --------------------------------------------------------------------- | --------------------------------------------------------------------- | --------------------------------------------------------------------- | --------------------------------------------------------------------- | --------------------------------------------------------------------- |
| 23-3-2018                                                             | Manchester                                                            | Italia                                                                | 0 – 2                                                                 | Argentina                                                             | Amichevole                                                            | -                                                                     | 61’                                                                   |
| 27-3-2018                                                             | Londra                                                                | Inghilterra                                                           | 1 – 1                                                                 | Italia                                                                | Amichevole                                                            | -                                                                     | 56’                                                                   |
| 28-5-2018                                                             | San Gallo                                                             | Italia                                                                | 2 – 1                                                                 | Arabia Saudita                                                        | Amichevole                                                            | -                                                                     | 84’                                                                   |
| 1-6-2018                                                              | Nizza                                                                 | Francia                                                               | 3 – 1                                                                 | Italia                                                                | Amichevole                                                            | -                                                                     | 88’                                                                   |
| 4-6-2018                                                              | Torino                                                                | Italia                                                                | 1 – 1                                                                 | Paesi Bassi                                                           | Amichevole                                                            | -                                                                     | 61’                                                                   |
| 7-9-2018                                                              | Bologna                                                               | Italia                                                                | 1 – 1                                                                 | Polonia                                                               | UEFA Nations League 2018-2019 - 1º turno                              | -                                                                     | 71’                                                                   |
| 10-9-2018                                                             | Lisbona                                                               | Portogallo                                                            | 1 – 0                                                                 | Italia                                                                | UEFA Nations League 2018-2019 - 1º turno                              | -                                                                     | 58’                                                                   |
| 10-10-2018                                                            | Genova                                                                | Italia                                                                | 1 – 1                                                                 | Ucraina                                                               | Amichevole                                                            | -                                                                     | 90+4’                                                                 |
| 14-10-2018                                                            | Chorzów                                                               | Polonia                                                               | 0 – 1                                                                 | Italia                                                                | UEFA Nations League 2018-2019 - 1º turno                              | -                                                                     |                                                                       |
| 17-11-2018                                                            | Milano                                                                | Italia                                                                | 0 – 0                                                                 | Portogallo                                                            | UEFA Nations League 2018-2019 - 1º turno                              | -                                                                     | 85’ 87’                                                               |
| 20-11-2018                                                            | Genk                                                                  | Italia                                                                | 1 – 0                                                                 | Stati Uniti                                                           | Amichevole                                                            | -                                                                     | 46’                                                                   |
| 8-6-2019                                                              | Atene                                                                 | Grecia                                                                | 0 – 3                                                                 | Italia                                                                | Qual. Euro 2020                                                       | -                                                                     |                                                                       |
| 11-6-2019                                                             | Torino                                                                | Italia                                                                | 2 – 1                                                                 | Bosnia ed Erzegovina                                                  | Qual. Euro 2020                                                       | -                                                                     | 46’                                                                   |
| 5-9-2019                                                              | Erevan                                                                | Armenia                                                               | 1 – 3                                                                 | Italia                                                                | Qual. Euro 2020                                                       | -                                                                     | 62’                                                                   |
| 8-9-2019                                                              | Tampere                                                               | Finlandia                                                             | 1 – 2                                                                 | Italia                                                                | Qual. Euro 2020                                                       | -                                                                     | 73’                                                                   |
| 12-10-2019                                                            | Roma                                                                  | Italia                                                                | 2 – 0                                                                 | Grecia                                                                | Qual. Euro 2020                                                       | -                                                                     | 39’                                                                   |
| 18-11-2019                                                            | Palermo                                                               | Italia                                                                | 9 – 1                                                                 | Armenia                                                               | Qual. Euro 2020                                                       | 1                                                                     |                                                                       |
| 4-9-2020                                                              | Firenze                                                               | Italia                                                                | 1 – 1                                                                 | Bosnia ed Erzegovina                                                  | UEFA Nations League 2020-2021 - 1º turno                              | -                                                                     | 72’                                                                   |
| 7-9-2020                                                              | Amsterdam                                                             | Paesi Bassi                                                           | 0 – 1                                                                 | Italia                                                                | UEFA Nations League 2020-2021 - 1º turno                              | -                                                                     | 90’                                                                   |
| 11-10-2020                                                            | Danzica                                                               | Polonia                                                               | 0 – 0                                                                 | Italia                                                                | UEFA Nations League 2020-2021 - 1º turno                              | -                                                                     | 70’                                                                   |
| 14-10-2020                                                            | Bergamo                                                               | Italia                                                                | 1 – 1                                                                 | Paesi Bassi                                                           | UEFA Nations League 2020-2021 - 1º turno                              | -                                                                     | 55’                                                                   |
| 25-3-2021                                                             | Parma                                                                 | Italia                                                                | 2 – 0                                                                 | Irlanda del Nord                                                      | Qual. Mondiali 2022                                                   | -                                                                     | 75’                                                                   |
| 28-3-2021                                                             | Sofia                                                                 | Bulgaria                                                              | 0 – 2                                                                 | Italia                                                                | Qual. Mondiali 2022                                                   | -                                                                     | 76’                                                                   |
| 31-3-2021                                                             | Vilnius                                                               | Lituania                                                              | 0 – 2                                                                 | Italia                                                                | Qual. Mondiali 2022                                                   | -                                                                     | 46’                                                                   |
| 4-6-2021                                                              | Bologna                                                               | Italia                                                                | 4 – 0                                                                 | Rep. Ceca                                                             | Amichevole                                                            | -                                                                     | 77’                                                                   |
| 11-6-2021                                                             | Roma                                                                  | Turchia                                                               | 0 – 3                                                                 | Italia                                                                | Euro 2020 - 1º turno                                                  | -                                                                     | 81’                                                                   |
| 16-6-2021                                                             | Roma                                                                  | Italia                                                                | 3 – 0                                                                 | Svizzera                                                              | Euro 2020 - 1º turno                                                  | -                                                                     | 69’                                                                   |
| 20-6-2021                                                             | Roma                                                                  | Italia                                                                | 1 – 0                                                                 | Galles                                                                | Euro 2020 - 1º turno                                                  | -                                                                     |                                                                       |
| 26-6-2021                                                             | Londra                                                                | Italia                                                                | 2 – 1 dts                                                             | Austria                                                               | Euro 2020 - Ottavi di finale                                          | 1                                                                     | 84’                                                                   |
| 2-7-2021                                                              | Monaco di Baviera                                                     | Belgio                                                                | 1 – 2                                                                 | Italia                                                                | Euro 2020 - Quarti di finale                                          | -                                                                     | 90+1’                                                                 |
| 6-7-2021                                                              | Londra                                                                | Italia                                                                | 1 – 1 dts (4 – 2 dtr)                                                 | Spagna                                                                | Euro 2020 - Semifinale                                                | 1                                                                     | 107’                                                                  |
| 11-7-2021                                                             | Londra                                                                | Italia                                                                | 1 – 1 dts (3 – 2 dtr)                                                 | Inghilterra                                                           | Euro 2020 - Finale                                                    | -                                                                     | 86’                                                                   |
| 2-9-2021                                                              | Firenze                                                               | Italia                                                                | 1 – 1                                                                 | Bulgaria                                                              | Qual. Mondiali 2022                                                   | 1                                                                     |                                                                       |
| 5-9-2021                                                              | Basilea                                                               | Svizzera                                                              | 0 – 0                                                                 | Italia                                                                | Qual. Mondiali 2022                                                   | -                                                                     | 59’                                                                   |
| 6-10-2021                                                             | Milano                                                                | Italia                                                                | 1 – 2                                                                 | Spagna                                                                | UEFA Nations League 2020-2021 - Semifinale                            | -                                                                     |                                                                       |
| 10-10-2021                                                            | Torino                                                                | Italia                                                                | 2 – 1                                                                 | Belgio                                                                | UEFA Nations League 2020-2021 - Finale 3º posto                       | -                                                                     | 90+2’                                                                 |
| 12-11-2021                                                            | Roma                                                                  | Italia                                                                | 1 – 1                                                                 | Svizzera                                                              | Qual. Mondiali 2022                                                   | -                                                                     | 43’                                                                   |
| 15-11-2021                                                            | Belfast                                                               | Irlanda del Nord                                                      | 0 – 0                                                                 | Italia                                                                | Qual. Mondiali 2022                                                   | -                                                                     |                                                                       |
| 16-11-2022                                                            | Tirana                                                                | Albania                                                               | 1 – 3                                                                 | Italia                                                                | Amichevole                                                            | -                                                                     | 90+1’                                                                 |
| 20-11-2022                                                            | Vienna                                                                | Austria                                                               | 2 – 0                                                                 | Italia                                                                | Amichevole                                                            | -                                                                     | 46’ 66’                                                               |
| 15-6-2023                                                             | Enschede                                                              | Spagna                                                                | 2 – 1                                                                 | Italia                                                                | UEFA Nations League 2022-2023 - Semifinale                            | -                                                                     | 60’                                                                   |
| 18-6-2023                                                             | Enschede                                                              | Paesi Bassi                                                           | 2 – 3                                                                 | Italia                                                                | UEFA Nations League 2022-2023 - Finale 3º posto                       | 1                                                                     | 63’                                                                   |
| 17-11-2023                                                            | Roma                                                                  | Italia                                                                | 5 – 2                                                                 | Macedonia del Nord                                                    | Qual. Euro 2024                                                       | 2                                                                     | 62’                                                                   |
| 20-11-2023                                                            | Leverkusen                                                            | Ucraina                                                               | 0 – 0                                                                 | Italia                                                                | Qual. Euro 2024                                                       | -                                                                     | 81’                                                                   |
| 21-3-2024                                                             | Fort Lauderdale                                                       | Venezuela                                                             | 1 – 2                                                                 | Italia                                                                | Amichevole                                                            | -                                                                     | 65’                                                                   |
| 4-6-2024                                                              | Bologna                                                               | Italia                                                                | 0 – 0                                                                 | Turchia                                                               | Amichevole                                                            | -                                                                     | 46’                                                                   |
| 9-6-2024                                                              | Empoli                                                                | Italia                                                                | 1 – 0                                                                 | Bosnia ed Erzegovina                                                  | Amichevole                                                            | -                                                                     | 77’                                                                   |
| 15-6-2024                                                             | Dortmund                                                              | Italia                                                                | 2 – 1                                                                 | Albania                                                               | Euro 2024 - 1º turno                                                  | -                                                                     | 77’                                                                   |
| 20-6-2024                                                             | Gelsenkirchen                                                         | Spagna                                                                | 1 – 0                                                                 | Italia                                                                | Euro 2024 - 1º turno                                                  | -                                                                     | 64’                                                                   |
| 24-6-2024                                                             | Lipsia                                                                | Croazia                                                               | 1 – 1                                                                 | Italia                                                                | Euro 2024 - 1º turno                                                  | -                                                                     | 57’                                                                   |
| 29-6-2024                                                             | Berlino                                                               | Svizzera                                                              | 2 – 0                                                                 | Italia                                                                | Euro 2024 - Ottavi di finale                                          | -                                                                     |                                                                       |
| Totale                                                                |                                                                       | Presenze                                                              | 51                                                                    |                                                                       | Reti                                                                  | 7                                                                     |                                                                       |

| Cronologia completa delle presenze e delle reti in nazionale ― Italia under 21 | Cronologia completa delle presenze e delle reti in nazionale ― Italia under 21 | Cronologia completa delle presenze e delle reti in nazionale ― Italia under 21 | Cronologia completa delle presenze e delle reti in nazionale ― Italia under 21 | Cronologia completa delle presenze e delle reti in nazionale ― Italia under 21 | Cronologia completa delle presenze e delle reti in nazionale ― Italia under 21 | Cronologia completa delle presenze e delle reti in nazionale ― Italia under 21 | Cronologia completa delle presenze e delle reti in nazionale ― Italia under 21 |
| Data                                                                           | Città                                                                          | In casa                                                                        | Risultato                                                                      | Ospiti                                                                         | Competizione                                                                   | Reti                                                                           | Note                                                                           |
| ------------------------------------------------------------------------------ | ------------------------------------------------------------------------------ | ------------------------------------------------------------------------------ | ------------------------------------------------------------------------------ | ------------------------------------------------------------------------------ | ------------------------------------------------------------------------------ | ------------------------------------------------------------------------------ | ------------------------------------------------------------------------------ |
| 23-3-2017                                                                      | Cracovia                                                                       | Polonia under 21                                                               | 1 – 2                                                                          | Italia under 21                                                                | Amichevole                                                                     | -                                                                              | 46’                                                                            |
| 27-3-2017                                                                      | Roma                                                                           | Italia under 21                                                                | 1 – 2                                                                          | Spagna under 21                                                                | Amichevole                                                                     | -                                                                              | 73’                                                                            |
| 18-6-2017                                                                      | Cracovia                                                                       | Danimarca under 21                                                             | 0 – 2                                                                          | Italia under 21                                                                | Europeo Under-21 2017 - 1º turno                                               | -                                                                              | 66’                                                                            |
| 21-6-2017                                                                      | Tychy                                                                          | Rep. Ceca under 21                                                             | 3 – 1                                                                          | Italia under 21                                                                | Europeo Under-21 2017 - 1º turno                                               | -                                                                              | 54’                                                                            |
| 24-6-2017                                                                      | Cracovia                                                                       | Italia under 21                                                                | 1 – 0                                                                          | Germania under 21                                                              | Europeo Under-21 2017 - 1º turno                                               | -                                                                              | 34’ 78’                                                                        |
| 27-6-2017                                                                      | Cracovia                                                                       | Spagna under 21                                                                | 3 – 1                                                                          | Italia under 21                                                                | Europeo Under-21 2017 - Semifinale                                             | -                                                                              | 61’                                                                            |
| 1-9-2017                                                                       | Toledo                                                                         | Spagna under 21                                                                | 3 – 0                                                                          | Italia under 21                                                                | Amichevole                                                                     | -                                                                              | 86’                                                                            |
| 4-9-2017                                                                       | Cittadella                                                                     | Italia under 21                                                                | 4 – 1                                                                          | Slovenia under 21                                                              | Amichevole                                                                     | 1                                                                              | 55’                                                                            |
| 5-10-2017                                                                      | Budapest                                                                       | Ungheria under 21                                                              | 2 – 6                                                                          | Italia under 21                                                                | Amichevole                                                                     | 2                                                                              | 46’                                                                            |
| 10-10-2017                                                                     | Ferrara                                                                        | Italia under 21                                                                | 4 – 0                                                                          | Marocco under 21                                                               | Amichevole                                                                     | -                                                                              | 62’                                                                            |
| 16-6-2019                                                                      | Bologna                                                                        | Italia under 21                                                                | 3 – 1                                                                          | Spagna under 21                                                                | Europeo Under-21 2019 - 1º turno                                               | 2                                                                              |                                                                                |
| 19-6-2019                                                                      | Bologna                                                                        | Italia under 21                                                                | 0 – 1                                                                          | Polonia under 21                                                               | Europeo Under-21 2019 - 1º turno                                               | -                                                                              |                                                                                |
| 22-6-2019                                                                      | Reggio Emilia                                                                  | Belgio under 21                                                                | 1 – 3                                                                          | Italia under 21                                                                | Europeo Under-21 2019 - 1º turno                                               | 1                                                                              | 90’                                                                            |
| Totale                                                                         |                                                                                | Presenze                                                                       | 13                                                                             |                                                                                | Reti                                                                           | 6                                                                              |                                                                                |

## Palmarès

### Club
- Supercoppa italiana: 1

Juventus: 2020
- Coppa Italia: 2

Juventus: 2020-2021, 2023-2024
- Campionato inglese: 1

Liverpool: 2024-2025

### Nazionale
- Campionato d'Europa: 1

Europa 2020

### Individuale
- Premio nazionale Andrea Fortunato nella categoria Calciatore

2018
- XI All Star Team del campionato d'Europa: 1

Europa 2020
- Pallone Azzurro nella categoria Miglior calciatore

2021
- Gran Galà del calcio AIC: 1

Squadra dell'anno: 2021